# Geodessus
Geodessus es un género de coleópteros adéfagos  perteneciente a la familia Dytiscidae. 

## Especies
- Geodessus besucheti Brancucci, 1979
- Geodessus kejvali Balke & Hendrich, 1996